# Язевая (приток Ломоватой)
Язевая — река в России, протекает в Томской области. Является частью Обь-Енисейского канала. Истекает из Водораздельного (Большого) озера. Устье реки находится в 32 км по левому берегу реки Ломоватая. Длина реки составляет 25 км.

## Данные водного реестра
По данным государственного водного реестра России относится к Верхнеобскому бассейновому округу, водохозяйственный участок реки — Кеть, речной подбассейн реки — бассейн притоков (Верхней) Оби от Чулыма до Кети. Речной бассейн реки — (Верхняя) Обь до впадения Иртыша.